# Tecnologías de memoria del Yangtze
Yangtze Memory Technologies Corp ( YMTC ) es un fabricante chino de dispositivos integrados de semiconductores que se especializa en chips de memoria flash (NAND). Fundada en Wuhan, China, en 2016, con inversión gubernamental y el objetivo de reducir la dependencia del país de los fabricantes de chips extranjeros, la empresa era anteriormente una filial de la empresa parcialmente estatal Tsinghua Unigroup.
YMTC fabrica unidades de estado sólido para empresas con su propia marca. Sus productos de consumo se comercializan bajo la marca ZhiTai ( en chino: 致态 ).

## Historia
Tsinghua Unigroup fundó YMTC en julio de 2016, con una inversión total de 24 mil millones de dólares, incluidas inversiones del gobierno provincial de Hubei y el China Integrated Circuit Industry Investment Fund (Fondo de Inversión en la Industria de Circuitos Integrados de China), de propiedad estatal.
En 2018, YMTC lanzó su arquitectura Xtacking diseñada para chips NAND 3D en la Flash Memory Summit, recibiendo el premio "Best of Show" a la "Empresa emergente de memoria flash más innovadora". Xtacking permite a YMTC fabricar la memoria y los circuitos lógicos en obleas separadas y conectarlos mediante activación por plasma y recocido térmico. Según YMTC, esto permite una mayor velocidad del proceso de producción y aumenta el rendimiento de NAND. Los chips de memoria flash 3D NAND de YMTC fueron los primeros en producirse en masa a nivel nacional en China. Más tarde, en 2018, YMTC anunció la producción en masa de su chip de memoria flash 3D NAND de 32 capas, y en septiembre de 2019, YMTC informó que había comenzado a producir en masa su chip de memoria flash TLC 3D NAND de 64 capas, usando ambos chips su arquitectura Xtacking.
En abril de 2020, YMTC anunció que había desarrollado un chip de memoria flash de 1,33 Tb de 128 capas. De 2020 a 2021, YMTC alcanzó un rendimiento mucho menor de lo esperado (tasa de rendimiento del 30-40%). Esto significa que están desperdiciando una gran cantidad de materiales. En septiembre de 2020, YMTC presentó su primera línea de productos de consumo bajo la marca Zhitai.
A partir de 2021, YMTC estaba planeando su segunda fábrica con una capacidad de 100.000 obleas por mes, lo que duplicará su producción total a 200.000 obleas al mes. En septiembre de 2021, el director de operaciones de la empresa anunció que la empresa había enviado más de 300 millones de chips de memoria de 64 capas, y además el chip de memoria QLC de 128 capas de la empresa estaba listo para la producción en masa.
Las agencias de noticias informaron en enero de 2022 que YMTC había descartado su intención de construir una segunda fábrica 3D NAND anunciada en 2017, citando serios problemas financieros en Tsinghua Unigroup, su empresa matriz. Bloomberg News informó en marzo de 2022 que Apple estaba explorando la posibilidad de comprar chips NAND de YMTC para diversificar sus proveedores de chips NAND.
En mayo de 2022, PCI-SIG incluyó dos SSD para empresas NVMe de YMTC como con certificación PCIe 4.0. En julio de 2022, el director ejecutivo de la empresa, Simon Yang, dimitió por motivos personales. Yang permanece en la empresa como vicepresidente.
En agosto de 2022, YMTC presentó el X3-9070, su primer chip 3D NAND de 232 capas. En octubre de 2022, Apple anunció que abandonaría un plan para utilizar chips de memoria YMTC en sus dispositivos en medio de una fuerte presión política. En noviembre de 2022, TechInsights indicó que YMTC había lanzado al mercado Flash 3D NAND de 232 capas.
En diciembre de 2022, YMTC fue agregada a la Entity List de EE. UU, que es una lista de restricciones comerciales publicada por la Oficina de Industria y Seguridad (BIS) del Departamento de Comercio de Estados Unidos. En febrero de 2023, según se informa, la empresa despidió al 10 por ciento de su fuerza laboral, canceló pedidos de equipos y retrasó los planes de expansión de la planta en respuesta a las sanciones de Estados Unidos y las desafiantes condiciones del mercado causadas por la baja demanda. En marzo, el China Integrated Circuit Industry Investment Fund (Fondo de Inversión en la Industria de Circuitos Integrados de China) anunció su intención de invertir 1.900 millones de dólares adicionales en YMTC, lo que indica una posible reactivación de la financiación gubernamental. En septiembre de 2023, el South China Morning Post informó que YMTC intensificó sus esfuerzos para sustituir equipos de origen estadounidense por alternativas nacionales, tras una infusión de capital de 7.000 millones de dólares de inversores respaldados por el Estado. TechInsights informó en octubre de 2023 que YMTC envió su primera QLC NAND 3D de 232 capas, estableciendo un récord de la industria de 19,8 Gbit/mm2. En octubre de 2023, YMTC volvió a recaudar miles de millones de dólares en una importante ronda, necesaria por los altos costos de adaptación a las estrictas restricciones estadounidenses, incluida la sustitución de equipos estadounidenses y el desarrollo de nuevos componentes, que ya habían agotado los 7 mil millones de dólares de financiación recibidos anteriormente.
El 9 de noviembre de 2023, YMTC demandó al fabricante rival de memorias Micron en el Tribunal de Distrito de los Estados Unidos para el Distrito Norte de California, alegando infracción de ocho de sus patentes.
En febrero de 2024, el Departamento de Defensa de Estados Unidos designó a YMTC como una "empresa militar" que plantea riesgos de seguridad nacional para Estados Unidos, impidiéndole utilizar equipos de fabricación de chips diseñados en Estados Unidos y suministrar productos al ejército estadounidense. Tras su designación como "empresa militar" por el Departamento de Defensa de Estados Unidos, YMTC emitió un comunicado refutando la acusación, afirmando que no ha suministrado su tecnología para uso militar y que no es propiedad ni está controlada por el ejército chino.
En marzo de 2024, YMTC anunció un gran avance con sus chips 3D QLC NAND X3-6070, logrando la resistencia de 3D TLC NAND con 4000 ciclos de programación/borrado.

## Recepción internacional

### Estados Unidos
En julio de 2021, los representantes estadounidenses Michael McCaul y Bill Hagerty escribieron una carta al Secretario de Comercio de los Estados Unidos argumentando que YMTC debería incluirse en la Entity List del departamento de Comercio. La carta afirmaba que YMTC ayudará al gobierno chino a utilizar tácticas comerciales desleales para obligar a los competidores estadounidenses a abandonar el sector de los chips de memoria, poniendo así en peligro la seguridad nacional de Estados Unidos. También destacó los supuestos estrechos vínculos del YMTC con el Partido Comunista Chino y el Ejército Popular de Liberación . Además, algunos ejecutivos de YMTC trabajaron anteriormente para Semiconductor Manufacturing International Corporation, que se agregó a la Entity List en diciembre de 2020.
En abril de 2022, el senador estadounidense Marco Rubio expresó su descontento por los informes de que Apple estaba considerando adquirir chips NAND de YMTC. YMTC, según Rubio, tiene vínculos con el Partido Comunista Chino y el Ejército Popular de Liberación. En septiembre de 2022, legisladores adicionales instaron a la Casa Blanca a incluir a YMTC en la lista de entidades después de que se publicara un informe sobre el suministro de chips de YMTC a Huawei. En octubre de 2022, la administración Biden anunció que se agregarían 31 empresas chinas, incluida YMTC, a la <a href="https://en.wikipedia.org/wiki/Unverified_List" rel="mw:ExtLink" title="Unverified List" class="cx-link" data-linkid="224">''Unverified List''</a>. El 15 de diciembre, la administración Biden agregó YMTC a la Entity List. La Ley de Autorización de Defensa Nacional James M. Inhofe para el año fiscal 2023 también prohibió al gobierno federal de EE. UU. comprar o utilizar chips de YMTC. En enero de 2024, el Departamento de Defensa de los Estados Unidos incluyó a YMTC en su lista de "Empresas militares chinas que operan en los Estados Unidos".
El 3 de marzo de 2024, The Wall Street Journal informó que en 2022, Micron presionó al gobierno de EE. UU. para bloquear las exportaciones a YMTC y gastó más en lobbying en los últimos dos años que en cualquier período anterior.